# Olha Rapaj-Markisch
Olha Pereziwna Rapaj-Markisch (ukrainisch Ольга Перецівна Рапай-Маркіш; * 1. August 1929 in Charkiw, USSR; † 1. Februar 2012 in Israel) war eine ukrainische Malerin, Bildhauerin und Keramikerin.

## Leben und Werk
Rapaj-Markisch war die Tochter der Übersetzerin Zinaida Joffe und des Schriftstellers und Dichters Perez Markisch.

## Familienhistorie
Die Familie ihres Vaters stammte von spanischen Juden ab. Der Nachname Markisch stammt von ihrem portugiesischen Vorfahren Lourenço Marques, der im Mittelalter als Händler an der Ostküste Afrikas landete und in Mosambik die Stadt Lourenço Marques gründete. Die Stadt wurde 1976 in Maputo umbenannt. Die Nachkommen dieses Lourenço Marques zogen von der Iberischen Halbinsel nach Europa, Deutschland, Polen, und nach der nächsten Teilung Polens ging das Gebiet, in dem sie lebten, an das Russische Reich. So lebte die Familie in der Ukraine.
Die Familie ihrer Mutter kam im 18. Jahrhundert aus dem polnisch-litauischen Bereich nach Saporischschja. Katharina die Große erteilte die Erlaubnis zur Gründung der jüdischen Kolonie Changar, die dort vor dem Zweiten Weltkrieg existierte. Da die Eltern ihrer Mutter nicht deren Unterricht finanzieren konnten, sammelten alle Nachbarn Geld, damit diese das Gymnasium in der nächsten Stadt, Melitopol, besuchen konnte. Als die Revolution ausbrach, arbeitete ihre Mutter als Krankenschwester bei der Roten Armee. Dann absolvierte sie die Universität und arbeitete als Spezialistin für ukrainische Dialekte. Sie lebte in Charkiw, wo sie eine Verbindung mit Perez Markisch einging und Rapaj-Markisch bekam.

## Kindheit und Verbannung nach Sibirien
Rapaj-Markisch wurde Anfang der 1930er Jahre von ihrer Mutter zu deren Eltern in die jüdische Siedlung Saporischschja gebracht, da der Holodomor herrschte. Als ihre Mutter Borys Tkachenko heiratete, lebte sie mit ihnen in Kiew. Tkachenko wurde 1937 während der Großen Säuberung verhaftet und erschossen. Ihre Mutter wurde als Ehefrau eines verurteilten Schwerverbrechers festgenommen und in ein Arbeitslager gebracht. Da Rapaj-Markisch nicht Tkachenkos Tochter war, wurde sie nach Moskau geschickt, um bei ihrem Vater und seiner neuen Frau Esther mit ihren Söhnen Simon und David zu leben. Während des Zweiten Weltkriegs lebte sie mit der Familie in Taschkent, Usbekistan.
Nach dem Krieg kehrte ihre Mutter 1947 aus den Lagern zurück und nahm sie mit nach Kiew, wo sie ihr Studium an der Nationalen Akademie der Bildenden Künste und Architektur begann. Der NKWD verhaftete 1948 Mitglieder des Antifaschistischen Komitees, darunter ihren Vater. Er wurde mit etwa dreißig weiteren jüdischen Persönlichkeiten in der Nacht der ermordeten Dichter 1952 erschossen. Gleichzeitig verbreiteten sich Gerüchte, dass diejenigen, die Ende der 1930er Jahre zu 10 Jahren Haft verurteilt worden waren, wie ihre Mutter, erneut verhaftet würden. Rapaj-Markisch Schwester Maya, die damals in der Nähe des Urals arbeitete, nahm ihre Mutter mit und versteckte sie, um sie vor den Lagern zu retten. Rapaj-Markisch wurde am 26. Dezember 1949 als „Familienmitglied eines Verräters des Mutterlandes“ von dem NKWD festgenommen und zur Verbannung nach Sibirien geschickt und dann in Kasachstan verurteilt. Dort heiratete sie Nikolai Rapaj und bekam im Exil ihre Tochter Kateryna. 1955 kehrte sie mit ihrem Mann und ihrer Tochter nach Kiew zurück.

## Künstlerische Tätigkeit
Dort setzte sie ihr Studium an der Nationalen Akademie der Bildenden Künste und Architektur fort und arbeitete dann in einer Keramik- und Kunstfabrik, wo sie für ihre filigranen Figuren sowie ihre Porzellan- und Geschirrmalereien bekannt war. Ihre damaligen Werke sind nicht erhalten geblieben, da zu der Zeit ein Künstler in der Fabrik nicht das Recht auf das eigene Werk oder eine Kopie davon hatte.
Ihre Skulpturen wurde von der Kyiv Experimental Ceramic and Art Factory (KEKHZ), der Polonsky Art Ceramics Factory (PZHK), der Horodnytsya (GFZ) und den Porzellanfabriken Korosten (KFZ) in Massenproduktion hergestellt.

### Künstlerische Tätigkeiten im öffentlichen Raum
Mitte der 60er Jahre begann sie in der Architektur zu arbeiten, Gebäude zu dekorieren, Dekorationen für die Innenräume von Gebäuden und deren Außendekoration herzustellen. Sie erstellte über 10 großformatige Werke in ganz Kiew. Das Haus der Nationalen Kreativgruppen der Ukraine in Kiew wurde in den 1970er und 80er Jahren gebaut und ist mit ihren künstlerischer Keramiken gestaltet. Das gesamte Dekor aus handgefertigten Keramikfliesen mit einer Gesamtfläche von über 300 Quadratmetern wurde von ihr hergestellt.
Ihre Werke werden in der Republikanischen Kinderbibliothek in Kiew, in den Lobbys des Instituts für Physiologie und des Instituts für Botanik und in den Sammlungen des Kulturministeriums, der Union der Künstler der Ukraine sowie in vielen Privatsammlungen in Israel, Russland, der Schweiz und der Ukraine und in Ungarn aufbewahrt.
Rapaj-Markisch wanderte nach ihrem 70. Geburtstag nach Israel aus, wo sie 2012 starb.

## Ausstellungen (Auswahl)
- 1967: erste Einzelausstellung
- 2004: Jubiläumsausstellung, Nationales Kunstmuseum der Ukraine
- 2011: Kalita-Galerie in Kiew[4]
- 2014: Jubiläumsausstellung des KEKHZ
- 2015: Ausstellung von Porzellan und Keramik mit dem Titel „Graces and Clowns“, Prostir-Museum[5]